# Acerpenna
Acerpenna is een geslacht van haften (Ephemeroptera) uit de familie Baetidae.

## Soorten
Het geslacht Acerpenna omvat de volgende soorten:
- Acerpenna akataleptos
- Acerpenna macdunnoughi
- Acerpenna pygmaea